# Šmoula Fešák
Šmoula Fešák je jedna z hlavních postav v seriálu, komiksu a filmu Šmoulové.

## Povaha
Stále pohlíží na svůj odraz v malém zrcátku, které neustále nosí s sebou. Neustále dbá o to, aby vypadal co nejlépe, a pokud se mu s tváří něco stane, tak to velmi těžce nese. Je to dobrák, ale také velký narcisní ignorant, protože se zabývá jen sám sebou a hlavně svým vzhledem. Všechno ostatní zanedbává, a proto se také občas dostává i do závažných problémů. Není zlomyslný, ale ani ochotný příliš pomoct.

## Vzhled
Vypadá stejně jako ostatní Šmoulové; v novějších komiksech, kde je běžné, že Šmoulové nenosí jen typické bílé oblečení, ale více se oblékají podle sebe, dbá i na to, aby nosil pěkné oblečení, a klidně nosí i vzor s květinami a růžovou barvou. Vždy nosí na boku (obou bocích) čepice kytku, většinou s bílými (v komiksu), růžovými (v seriálu) nebo žlutými (ve filmu) okvětními lístky. V ruce má pořád malé zrcátko.

## Homosexualita
Často se mylně říká, že je gay. Podle některých zdrojů by proto měla tato postava dokonce i zmizet ze Šmoulí vesnice a být zrušena. Přestože se občas chová trochu jako gay, tak homosexuál ve skutečnosti není a nikdy se nestalo, že by se mu líbil nějaký jiný Šmoula. Je tedy spíš metrosexuálem, která je zamilovaný sám do sebe, protože nejeví zájem ani o Šmoulinku.

## Vztahy s ostatními Šmouly
Ostatní Šmoulové ho respektují a ani on je nijak neobtěžuje, jen se někdy zasmějí tomu, co si třeba vezme na sebe nebo co je schopen udělat pro krásu. Obvykle ale s ničím nepomůže a na všechno ostatní zapomíná, a tak je občas může štvát, jak kromě sebe ničemu jinému nevěnuje pozornost.

## Zajímavosti
Gargamel na něj jednou narafičil past. Věděl, že neodolá žluté čepici, kterou předtím začaroval, a tak ji pohodil v lese, tam kde se Fešák objevuje. Fešák si ji hned zkusil a pak zjistil, že nejde sundat. Když si chtěl obličej omýt vodou, tak si tím vždy obličej nějak narušil (vyrostla mu kytka z nosu). Jindy zase objevil zámek plný prokletých zrcadel, přičemž prokletí způsobovalo, že mu hrozilo úplné zmizení, vypaření se. Aby se nevypařil, musel se překonat a všechna zrcadla v tom zámku rozbít.